# NGC 6334
NGC 6334 (również Mgławica Kocia Łapa, Mgławica Niedźwiedzi Pazur) – mgławica emisyjna (także obszar H II) znajdująca się w konstelacji Skorpiona. Została odkryta 7 czerwca 1837 roku przez Johna Herschela. Mgławica ta znajduje się w odległości około 5500 lat świetlnych od Ziemi.
NGC 6334 swój czerwony kolor obserwowany w świetle widzialnym zawdzięcza obfitości zjonizowanych atomów wodoru. Mgławica jest wyjątkowym siedliskiem około 20-30 tysięcy nowo powstających gwiazd. Proces ten rozpoczął się w centralnej części obłoku i przesuwa się ku jego brzegom. Gwiazdy powstające w mgławicy mają masy nawet dziesięciokrotnie przekraczające masę Słońca, a ich wiek ocenia się na zaledwie kilka milionów lat.
NGC 6334 jest jednym z najaktywniejszych rejonów powstawania masywnych gwiazd w naszej Galaktyce.